# Winterlinde
Die Winterlinde (Tilia cordata), auch Steinlinde, Kleinblättrige Linde, „Herzblättrige Linde“ oder auch „Herzblattlinde“ genannt, ist eine Pflanzenart aus der Gattung der Linden (Tilia) in der Unterfamilie der Lindengewächse (Tilioideae) innerhalb der Familie der Malvengewächse (Malvaceae).

## Beschreibung

### Vegetative Merkmale
Die Winterlinde ist ein sommergrüner Laubbaum der Wuchshöhen bis über 30 Meter erreichen kann. Der Stammdurchmesser erreicht bis über 2 Meter. Sie kann über 1000 Jahre alt werden. Ihre Krone ist hochgewölbt und oft leicht unregelmäßig gestaltet. Die Rinde ist bei jungen Bäumen auffällig glatt und grau, später wird sie mehr braungrau und gliedert sich in verschiedene flache, längs verlaufende Furchen und Leisten. Die Äste sind steil nach oben gerichtet, lediglich bei älteren Bäumen neigen sie sich zum Teil nach unten oder zur Seite. Die Rinde der Zweige ist bräunlich-rot mit helleren Lentizellen, unbehaart oder beinahe kahl. Die eiförmigen, glatten, glänzend rotbraunen Knospen besitzen nur zwei ungleich große Knospenschuppen.
Die wechselständig an den Zweigen angeordneten Laubblätter sind in Blattstiel und -spreite gegliedert. Bei der einfachen Blattspreite wirkt der Umriss bei einer Länge von ungefähr 6 Zentimetern sowie einer Breite von etwa 5 Zentimetern fast kreisrund. Sie endet in einer sehr kurzen, schlanken und deutlich erkennbaren Spitze, ist am Grund herzförmig eingeschnitten und manchmal leicht schief. Der Rand ist regelmäßig gesägt und nach oben gebogen. Die Blattoberseite ist dunkelgrün glänzend, die Unterseite blaugrün. In den Achseln der Blattnerven befinden sich rostbraune Haarbüschel (Domatien).

### Generative Merkmale
Die Blütezeit reicht von Juni bis Juli. Jeweils vier bis zwölf Blüten befinden sich einem hängenden oder allseits abstehenden doldentraubigen Blütenstand.
Die zwittrigen Blüten sind radiärsymmetrisch und fünfzählig mit doppelter Blütenhülle. Die je fünf Kelch- und Kronblätter sind weißlich. Es sind viele Staubblätter vorhanden.
Die anfangs pelzig behaarte, im Spätherbst oft kahle Kapselfrucht, nach anderer Ansicht Nüsschen, ist bei einem Durchmesser von 5 bis 7 Millimetern kugelig und hat keine hervorstehenden Rippen. Sie lässt sich im Gegensatz zu den Früchten der Sommerlinde leicht zerdrücken.
Die Chromosomenzahl beträgt 2n = 82–86.

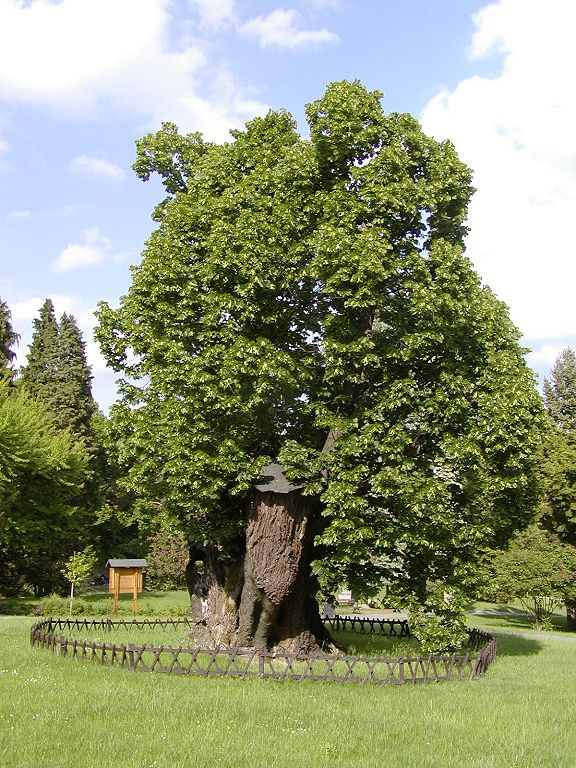
König-Matthias-Linde im Park von Schloss Bojnice

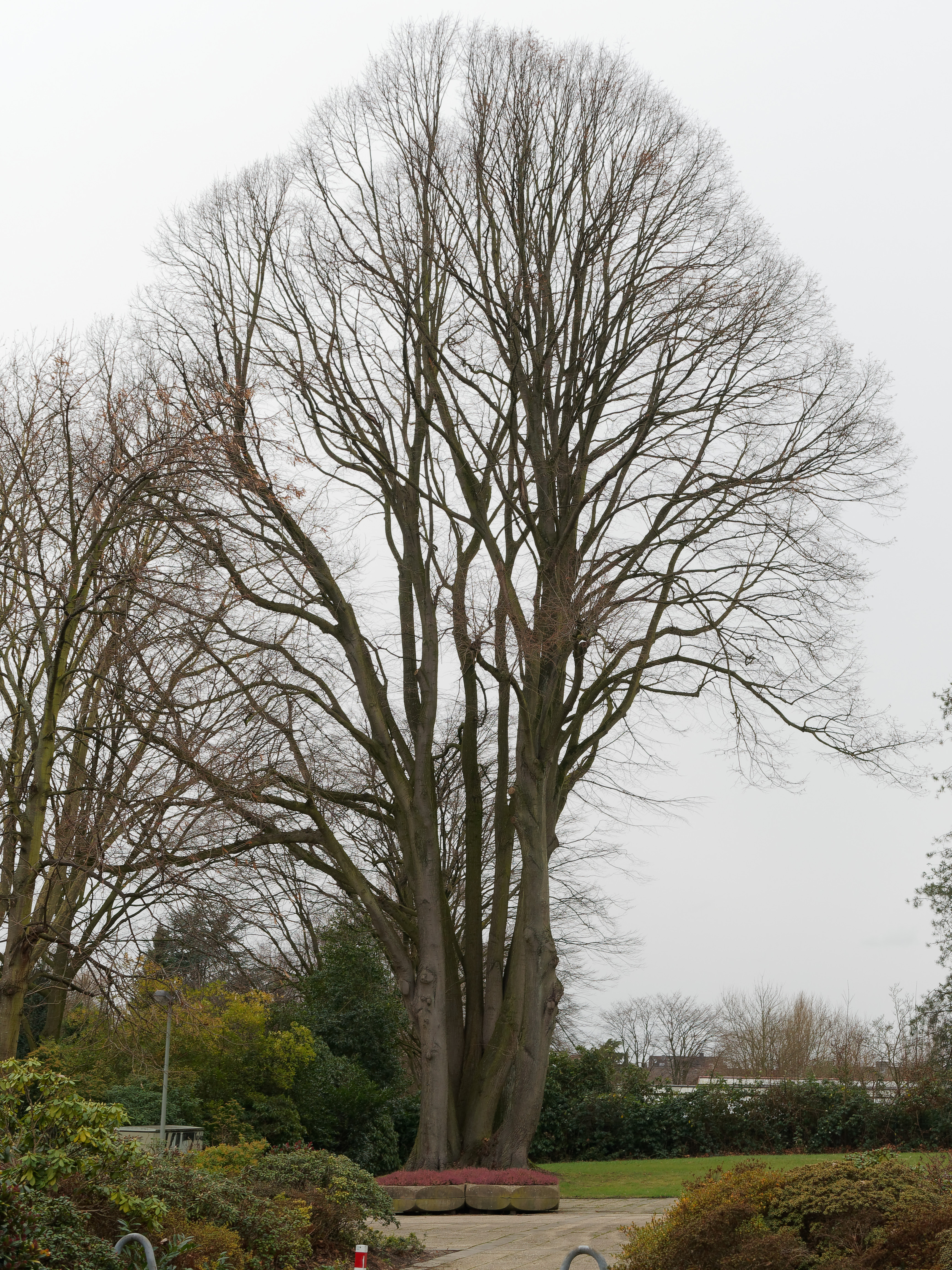
Sechsstämmige Winterlinde in Herne

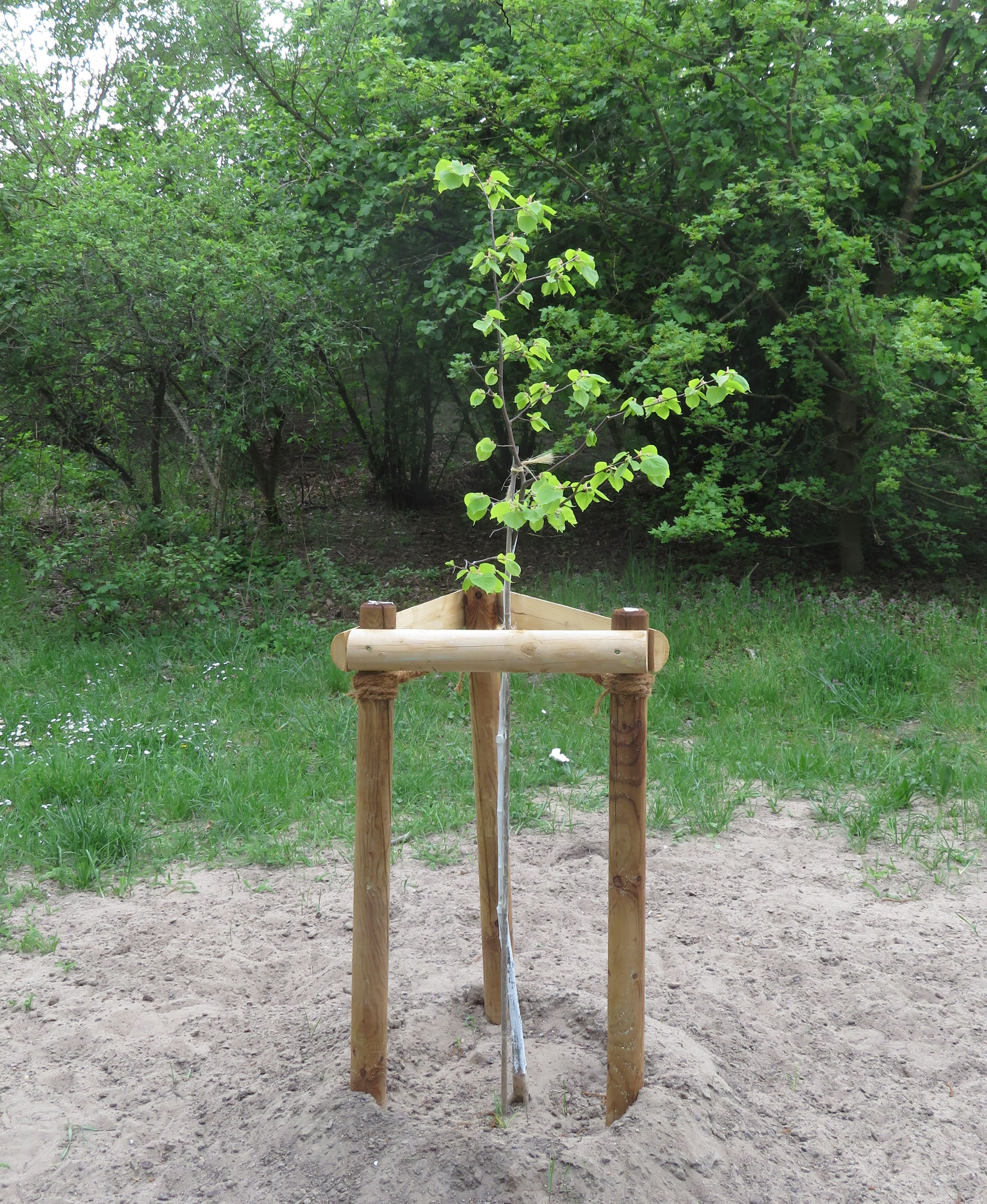
Frisch gepflanzte Winterlinde
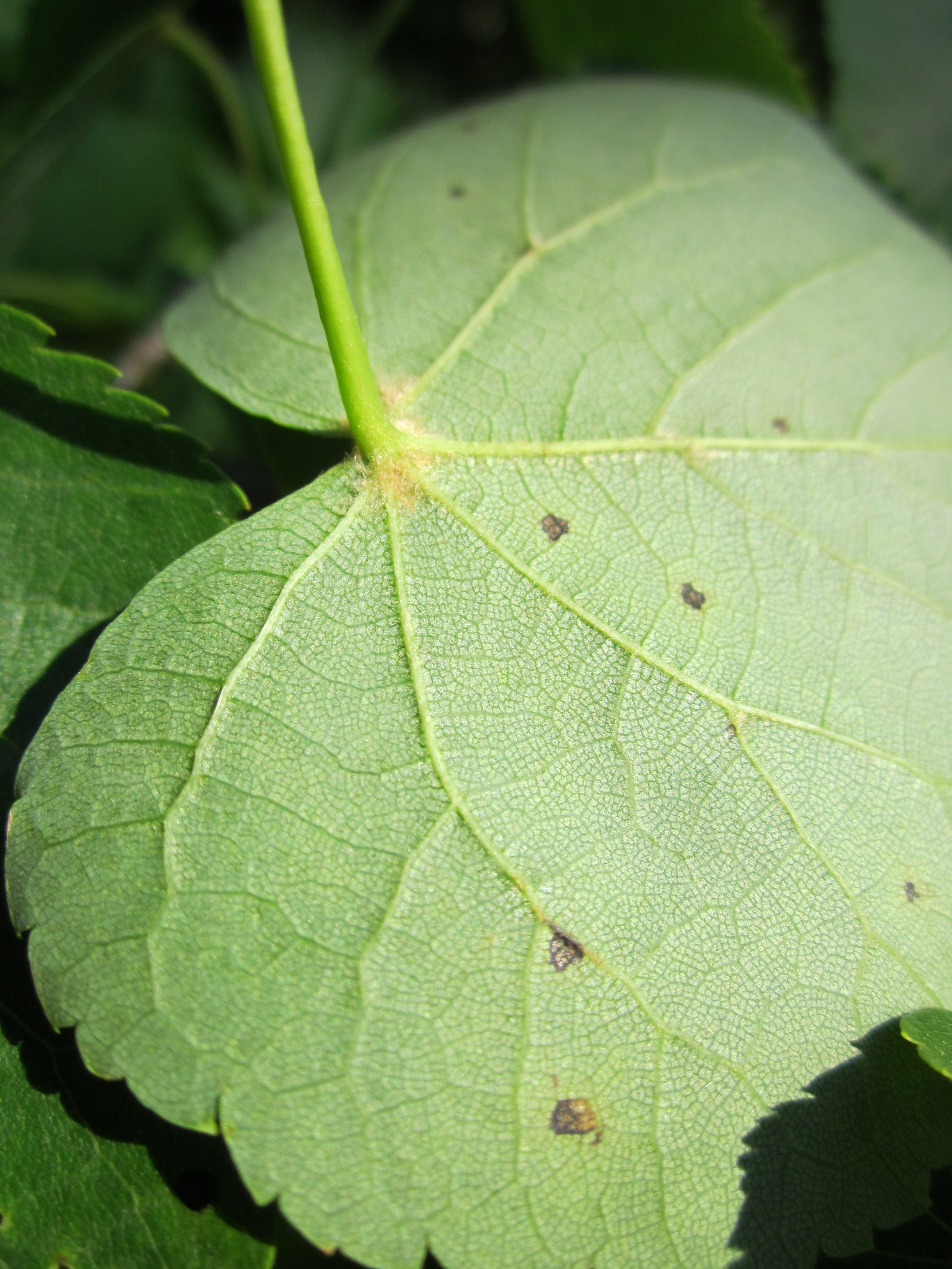
Blattunterseite mit der typischen rostroten Behaarung
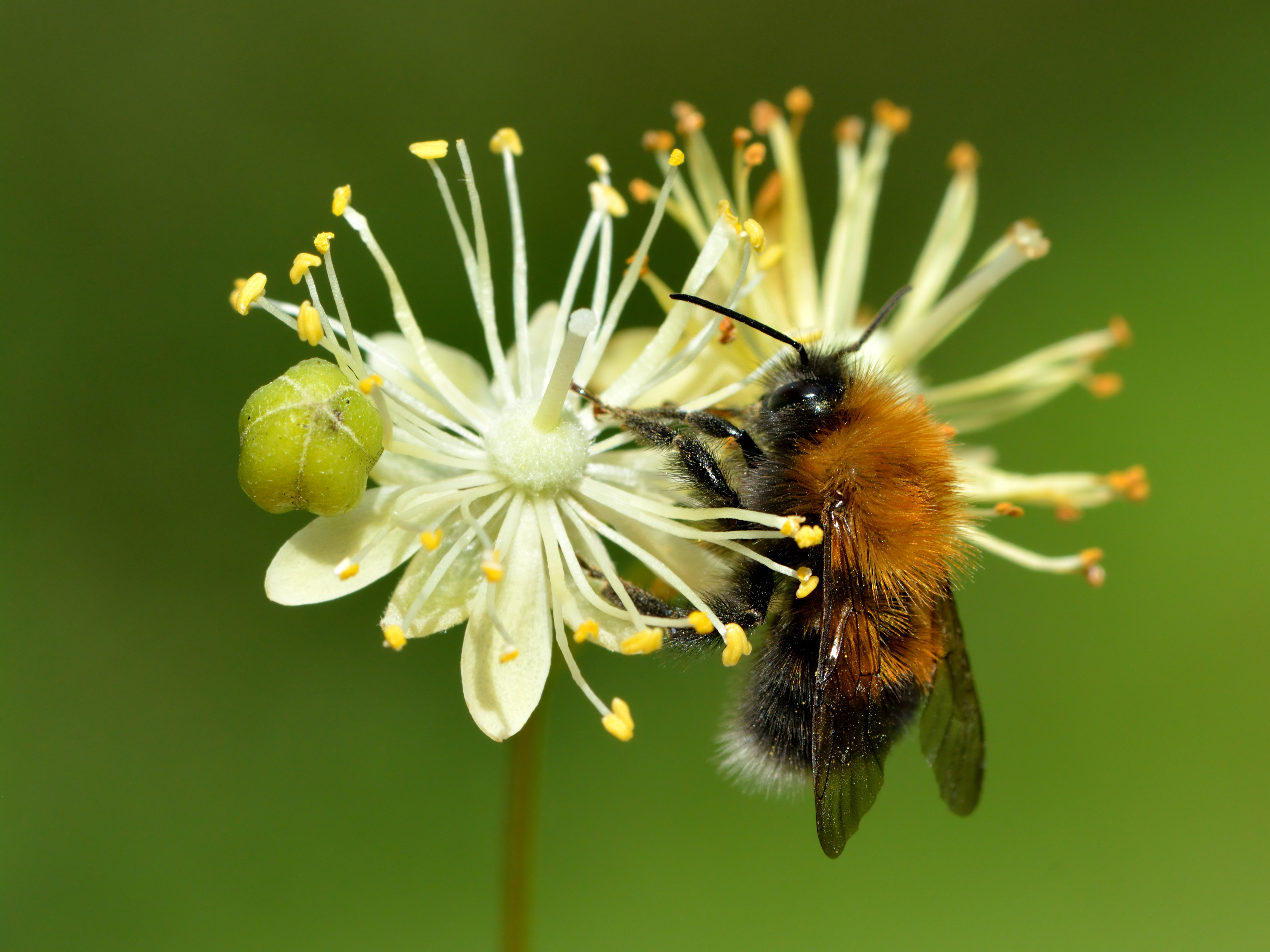
Blüten der Winterlinde mit Baumhummel
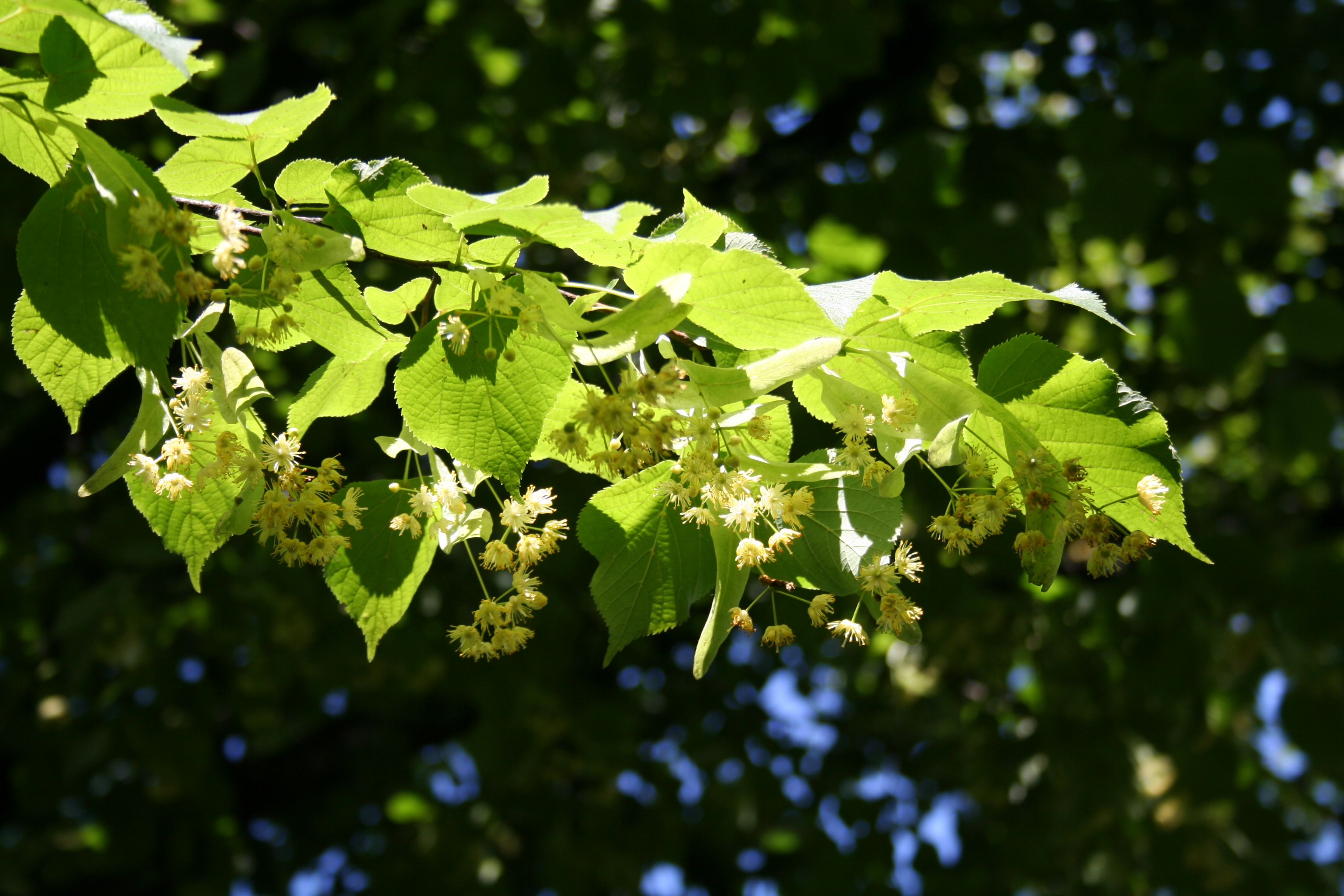
Zweig mit Laubblättern und Blütenständen
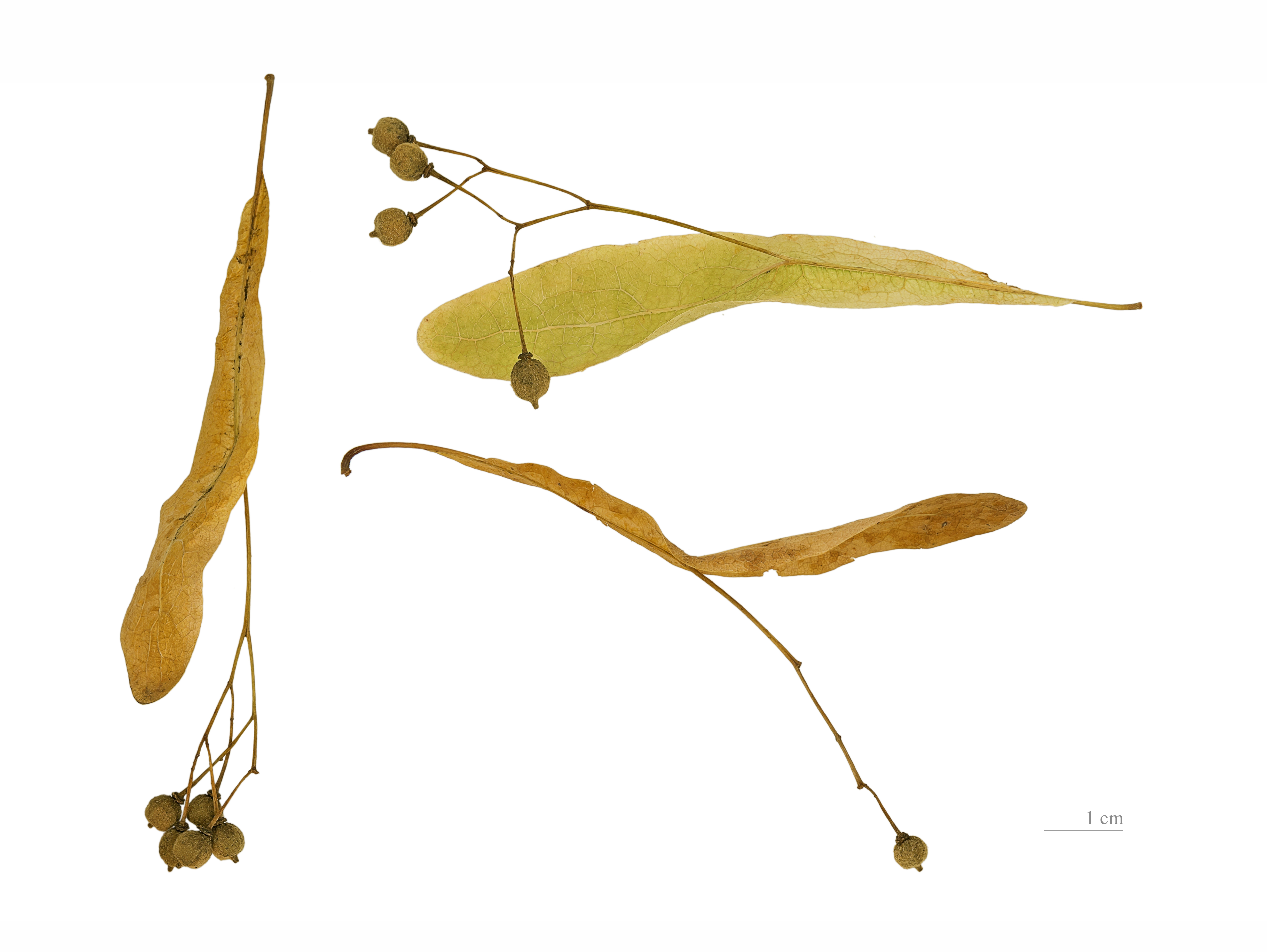
Reife Diasporen

## Unterscheidung von der Sommer- und Holländischen Linde
Die Unterschiede von Winterlinde zur Sommerlinde sind fließend, da die beiden Arten bastardisieren (Holländische Linde). Die Laubblätter der Winterlinde sind im Durchschnitt kleiner als bei der Sommerlinde. Die Blattunterseite ist blaugrün (Sommerlinde: hellgrün; Holländische Linde: blassgrün), mit rostroten Haarbüscheln an den Aderverzweigungen. Bei der Sommerlinde sind die Adern unterseits komplett weißlich oder gelblich behaart. Die reifen Nüsschen der Winterlinde sind beim Zerdrücken weich (bei der Sommerlinde hart). Bei Holländischen Linden mischen sich diese Eigenschaften.

## Ökologie
Die Blüten sind vormännliche „Nektar führende Scheibenblumen“. Sie duften nach Honig. Der Nektar wird auf den hohlen Kelchblättern abgeschieden und ist von Haaren überdeckt. Abends und nachts wird der meiste Nektar abgeschieden. Die Narbe ist schleimig. Hauptbesucher sind Bienen und Nachtfalter. Entgegen früheren Angaben ist der Nektar ungiftig (siehe Tilia tomentosa).
Die Winterlinde ist eine wichtige Pollenquelle für Honigbienen. Der Pollen kann vom Wind übertragen werden und dann u. a. Heuschnupfen verursachen. Ein Baumexemplar kann bis zu 60.000 Blüten tragen.
Die Diaspore (Ausbreitungseinheit) ist der Fruchtstand, dessen Stiel bis zur Hälfte mit dem zungenförmigen Vorblatt verwachsen ist (Rekauleszenz). Der Fruchtstand trägt fünf bis sieben ein- bis zweisamige Nüsse. Er wird als Drehflügler durch den Wind ausgebreitet. Die Fruchtreife ist im September, wobei der Fruchtstand als Wintersteher an der Pflanze verbleibt. Im nächsten Frühjahr erfolgt die Keimung oberirdisch (epigäisch). Aber selbst noch grün geerntete Früchte können auch sofort keimen. Die Keimblätter (Kotyledonen) sind ausnahmsweise handförmig gelappt.

## Weitere Illustrationen

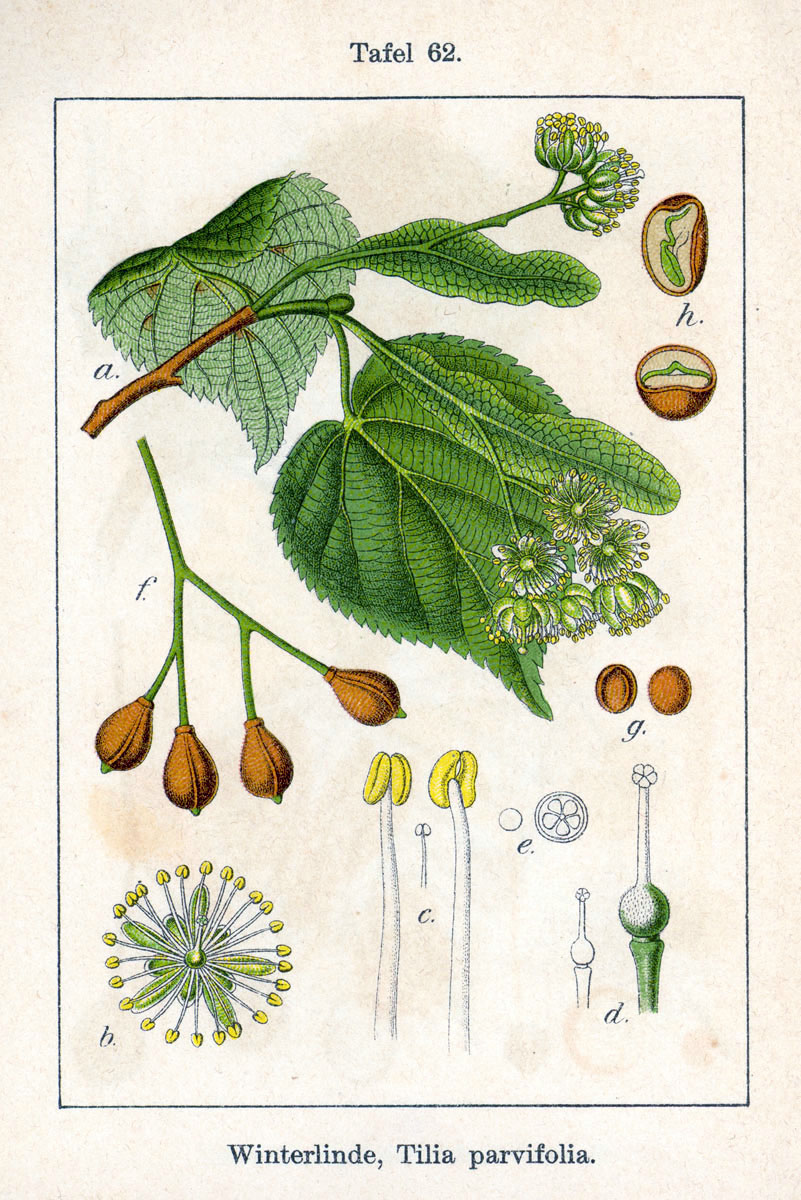
Illustration von Jacob Sturm
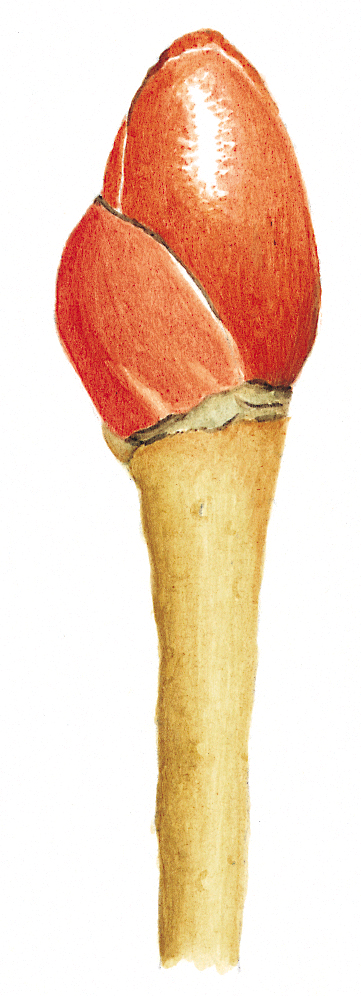
Endknospe
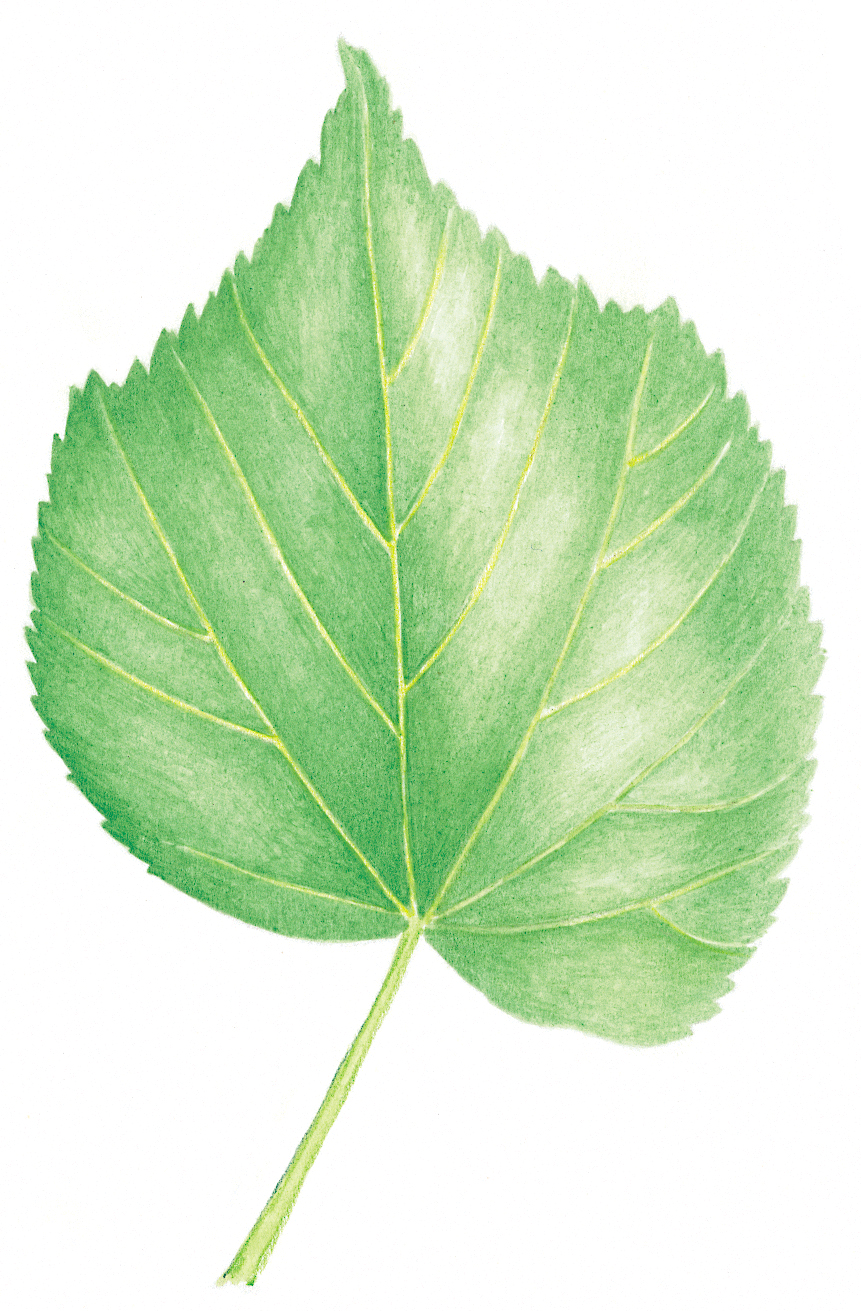
Laubblatt
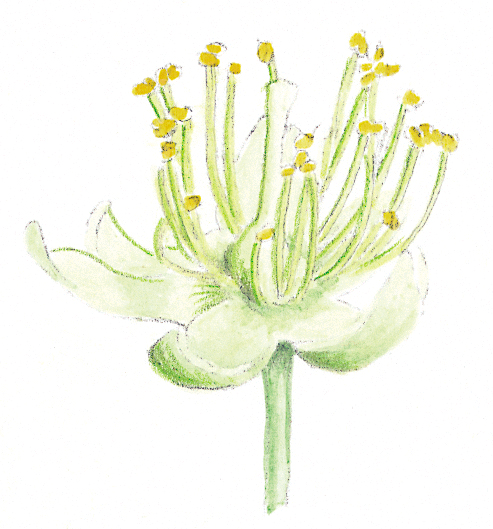
Einzelne Blüte
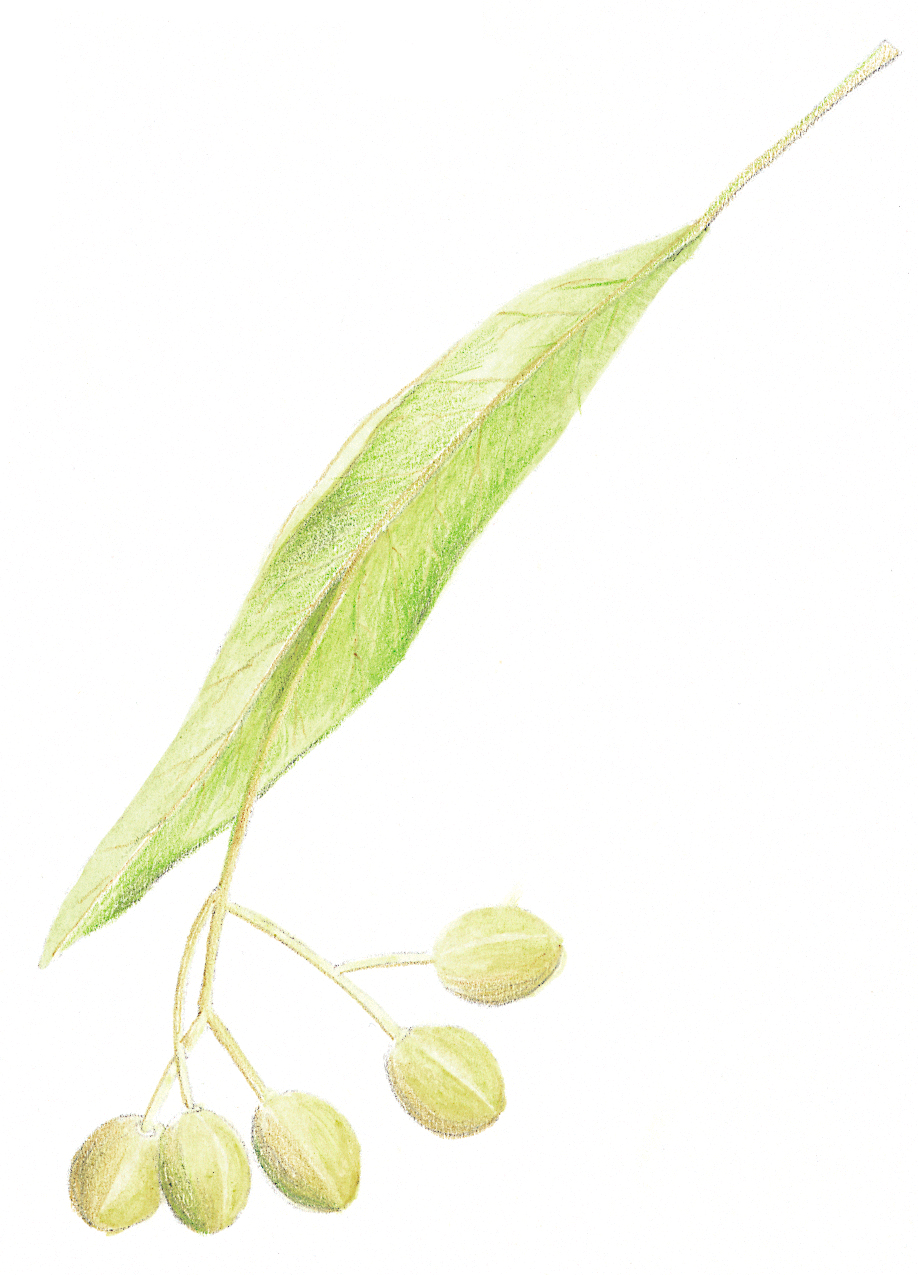
Diaspore

## Vorkommen

Verbreitung der Winterlinde
Natürliche Verbreitung× Isolierte Populationen
▲ Eingeführte und verwilderte Vorkommen (synanthropisch)

Die Winterlinde ist in Europa weit verbreitet. Ihr Areal erstreckt sich über Europa hinaus bis in den Kaukasusraum und nach Westsibirien. Sie kommt vorwiegend in den Mittelgebirgen vor, im nördlichen Tiefland ist sie seltener. Es gibt Fundortangaben für Deutschland, Österreich, Liechtenstein, die Schweiz, Italien, Korsika, Frankreich, Spanien, das Vereinigte Königreich, die Niederlande, Belgien, Luxemburg, Dänemark, Schweden, Norwegen, Finnland, den europäischen Teil Russlands, Polen, Kaliningrad, Estland, Lettland, Litauen, Belarus, die Ukraine, die Krim, Tschechien, Ungarn, die Slowakei, Slowenien, Kroatien, Montenegro, Bosnien und Herzegowina, Bulgarien, Albanien, Rumänien, Nordmazedonien, Griechenland, den europäischen Teil der Türkei, Moldawien, Georgien, Armenien, Aserbaidschan, die Region Krasnodar, Kabardino-Balkarien, Inguschetien, Dagestan, Stavropol, Nordossetien-Alanien, Chechnya, Ciskaukasien, den südlichen Teil Westsibiriens und den zentralasiatischen Teil Russlands.
Sie ist in Mitteleuropa zerstreut in sommerwarmen Eichen-Hainbuchen-Wäldern auf frischen und meist tiefgründigen Böden zu finden. Besonders oft kommt sie in Mitteleuropa im Galio-Carpinetum aus dem Verband Carpinion, kommt aber auch in Pflanzengesellschaften der Verbände Tilio-Acerion, Quercion roboris oder Alno-Ulmion vor. Die Winterlinde steigt in den Nordalpen bis in eine Höhenlage von 1360 Metern, in den Zentralalpen bis 1500 Metern und in den Südalpen bis 1450 Metern auf. Im Kaukasusraum kommt sie in Höhenlagen von 1400 bis 2000 Metern vor.
Die ökologischen Zeigerwerte nach Landolt et al. 2010 sind in der Schweiz: Feuchtezahl F = 2+ (frisch), Lichtzahl L = 2 (schattig), Reaktionszahl R = 3 (schwach sauer bis neutral), Temperaturzahl T = 4 (kollin), Nährstoffzahl N = 2 (nährstoffarm), Kontinentalitätszahl K = 4 (subkontinental).

## Taxonomie
Die Erstveröffentlichung von Tilia cordata erfolgte 1768 durch Philip Miller in The Gardeners Dictionary, 8. Auflage, Nummer 1. Synonyme für Tilia cordata Mill. sind: Tilia officinarum Crantz nom. rej., Tilia parvifolia Hoffm., Tilia sylvestris Desf., Tilia ulmifolia Scop.

## Nutzung

### Zierpflanze
Die Winterlinde wird häufig als Straßen- und Parkbaum verwendet.

### Imkerei
In der Imkerei ist sie aufgrund des sehr hohen Zuckergehalts ihres Nektars (30–74 %) und seines hohen Zuckerwerts (bis zu 3,57 mg Zucker/Tag je Blüte) eine geschätzte Tracht. Sie ist eine hervorragende Nektarquelle für Bienen, Honigerträge bis etwa 2,5 kg je Baum und Blühsaison sind möglich. Vom Lindenblütenhonig ist der „Lindenhonig“ zu unterscheiden; dieser enthält auch auf Honigtau zurückzuführende Anteile.

### Pharmakologische Verwendung

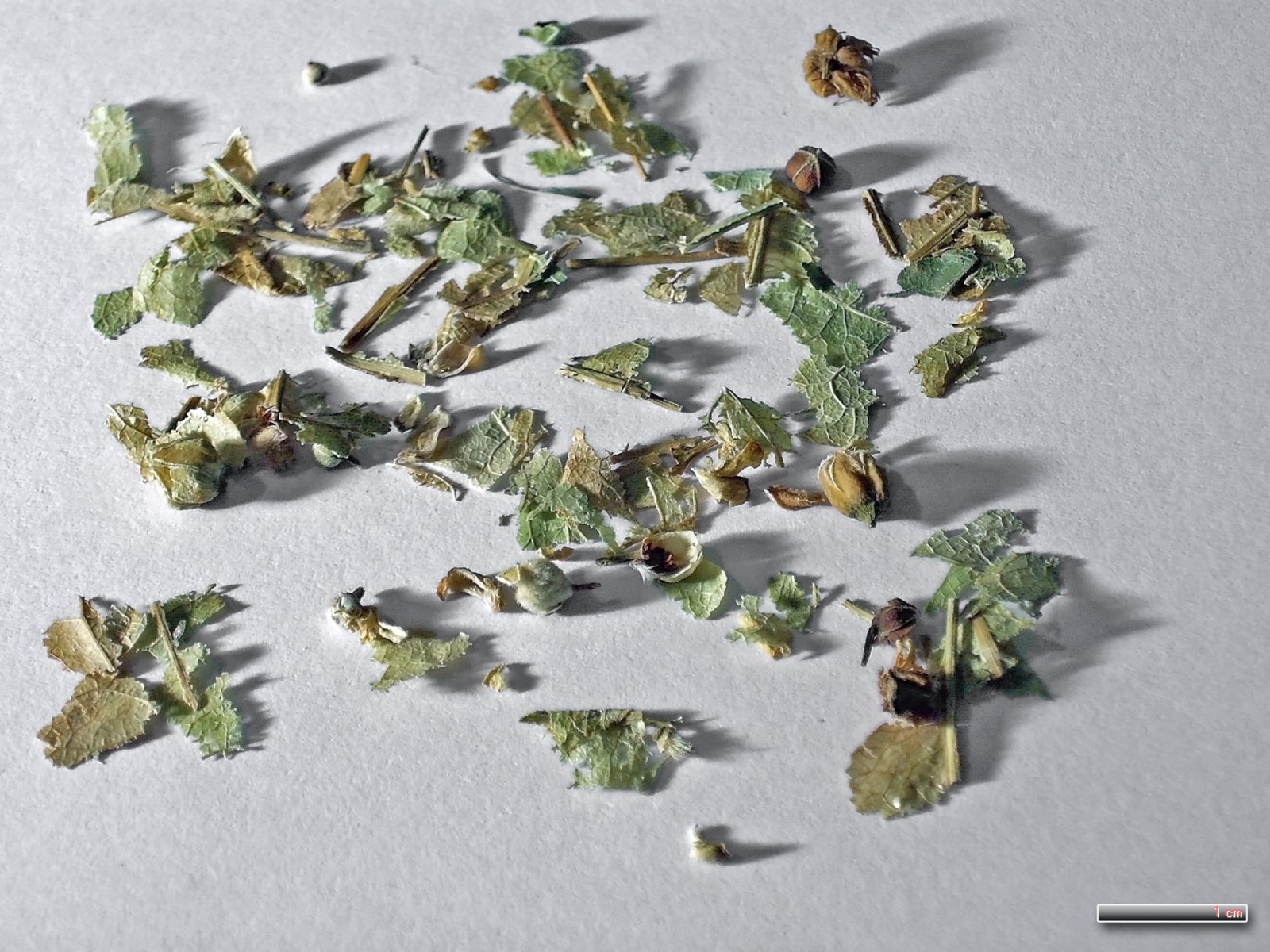
Winterlinde in Form der Blütendroge (Tiliae flos)

Als Heildroge dienen die getrockneten Blütenstände (Tiliae flos). Teezubereitungen aus der Droge werden bei Erkältungskrankheiten und damit verbundenem Hustenreiz eingesetzt.
Während die Hustenreiz lindernde Wirkung durch den 10%igen Gehalt an Schleimstoffen (überwiegend Arabinogalactane) erklärbar ist, konnte für die Anwendung als schweißtreibendes Mittel bei fieberhaften Infekten bis heute kein bestimmter Inhaltsstoff als Erklärung gefunden werden. Der Schwitzeffekt ist in diesem Fall wohl auf die Einnahme des heißen Teewassers zurückzuführen.

### Verwendung des Holzes und des Bastes
Das Holz der Winterlinde unterscheidet sich nicht vom Holz der Sommerlinde und der Holländischen Linde. Bei der Verwendung des Holzes wird daher nicht zwischen diesen Arten unterschieden. Die Hauptnutzung des Lindenholzes liegt in der Bildhauerei, der Schnitzerei und Drechslerei. Vor allem die berühmten Werke der Spätgotik, so von Tilman Riemenschneider oder Veit Stoß, wurden häufig aus Lindenholz hergestellt. Mittlerweile wird für Schnitzarbeiten jedoch häufiger das leichter beschaffbare Holz der Weymouths-Kiefer (Pinus strobus) eingesetzt.
Lindenbast, das heißt die Sklerenchymstränge des sekundären Phloems, wurde schon in den Pfahlbauten der Steinzeit zur Herstellung geflochtener Gebrauchsgüter verwendet. Lindenbast verwendet man noch als Gärtnerbast und zum Basteln.

## Bekannte Winterlinden-Exemplare
- Barbarossa-Linde (nicht mehr erhalten) beim Kloster Lorch (Baden-Württemberg), ca. 900, nach anderen Angaben ca. 600 Jahre alt
- Gerichtslinde vor der St.-Lucas-Kirche in Scheeßel, ca. 600 Jahre alt
- Gerichtslinde auf dem Burgberg in Castell (Unterfranken) (Minimalschätzung 500, Maximalschätzung 1.100 Jahre)

- Schöppinger Linden vor der Kapelle auf dem Schöppinger Berg bzw. vor der Brüningmühle (Schöppingen), beide ca. 300 Jahre alt
- Winterlinde in Glatt bei Sulz am Neckar, rund 400 Jahre alt
- Lindenallee des ehem. Schlossparks Eythra
- Tausendjährige Linde in Luckenwalde, vermutlich ca. 750 Jahre alt
- Winterlinde am Friedhof in Eschelbronn
- Alte Linde in Eschelbronn
- Bordesholmer Linde in Bordesholm
- Naturdenkmal Baumgruppe aus 3 Winterlinden, Brilon
- Naturdenkmal Winterlinde, Brilon
- Wichmann-Linde an der Stadtmauer, südöstlich des Chores der Neuruppiner Klosterkirche

## Baum des Jahres
Die Winterlinde war der Baum des Jahres 2016 in Deutschland.